# Resolució 2210 del Consell de Seguretat de les Nacions Unides
La Resolució 2210 del Consell de Seguretat de les Nacions Unides fou adoptada per unanimitat el 16 de març de 2015. El Consell va ampliar el mandat de la Missió d'Assistència de les Nacions Unides a l'Afganistan per un any més, fins al 17 de març de 2017.

## Contingut
El 29 de setembre de 2014 va prendre possessió el primer president elegit democràticament de l'Afganistan, Ashraf Ghani, i es va formar un govern d'unitat nacional. El govern va establir un programa de reforma que asseguraria menys corrupció i desenvolupament social, ambiental i econòmic durant els pròxims deu anys per a una major seguretat, estabilitat política, econòmica i fiscal, bon govern i respecte dels drets humans. També conduiria un diàleg polític amb tots aquells que respectessin la Constitució i estiguessin disposats a construir un Afganistan pacífic.
A aquest efecte, el país també havia de disposar de serveis de seguretat capaços; Afganistan rebria assistència de l'OTAN. El 2014 la violència al país havia costat més de 10.000 víctimes civils, el major nombre des del 2009. Per a la coordinació de totes les altres ajudes, UNAMA es va ampliar per un any, fins al 17 de març de 2016. Les prioritats de la UNAMA serien coordinar el suport internacional a l'Afganistan i ajudar a organitzar eleccions i el procés de pau.